# Цишиця-Пшевозова
Цишиця-Пшевозова (пол. Ciszyca Przewozowa) — село в Польщі, у гміні Тарлув Опатовського повіту Свентокшиського воєводства.
Населення — 58 осіб (2011).
У 1975-1998 роках село належало до Тарнобжезького воєводства.

## Демографія
Демографічна структура на день 31 березня 2011 року:
|          | Загалом | Допрацездатний вік | Працездатний вік | Постпрацездатний вік |
| -------- | ------- | ------------------ | ---------------- | -------------------- |
| Чоловіки | 27      | 4                  | 18               | 5                    |
| Жінки    | 31      | 4                  | 16               | 11                   |
| Разом    | 58      | 8                  | 34               | 16                   |